# Underground 4.0
Underground 4.0 è il quarto EP del gruppo musicale statunitense Linkin Park, pubblicato il 22 novembre 2004 dalla Machine Shop Recordings.

## Descrizione
Quarto EP pubblicato dal fan club ufficiale del gruppo, LP Underground, Underground 4.0 contiene sei tracce tra cui la strumentale Sold My Soul to Yo Mama, una reinterpretazione dal vivo di Wish dei Nine Inch Nails e l'inedito Standing in the Middle, brano composto da Mike Shinoda nel 2002 insieme a Motion Man e KutMasta Kurt (gli stessi che presero parte alla realizzazione di Enth e Nd presente in Reanimation).
L'EP contiene inoltre quattro tracce multimediali, tra cui i video dal vivo di Easier to Run e Figure.09.

## Tracce
Testi e musiche di Linkin Park, eccetto dove indicato.
1. Sold My Soul to Yo Mama (performed by Mr. Hahn and Mike Shinoda) – 1:58 (Joe Hahn, Chester Bennington, Mike Shinoda)
2. Breaking the Habit (Live) – 5:34
3. Standing in the Middle (performed by Motion Man featuring Mike Shinoda) – 3:21
4. Step Up/Nobody's Listening/It's Goin' Down (Live) – 4:57 (Step Up: Mike Shinoda, Joe Hahn, Brad Delson; Nobody's Listening: Linkin Park; It's Goin' Down: Mike Shinoda, Joe Hahn)
5. Wish (Live) – 4:28 (Trent Reznor) – originariamente interpretata dai Nine Inch Nails
6. One Step Closer (featuring Jonathan Davis) (Live) – 3:57

Contenuti multimediali
1. Worldwide Underground Video
2. Figure.09 (Projekt Revolution Tour 2004)
3. Easier to Run (LP Underground Tour 2003)
4. Newscaster Outtakes

## Formazione
Hanno partecipato alle registrazioni, secondo le note di copertina:
Gruppo
- Chester Bennington – voce (eccetto tracce 1 e 3), chitarra (traccia 4)
- Rob Bourdon – batteria (eccetto tracce 1 e 3)
- Brad Delson – chitarra (eccetto tracce 1 e 3)
- Joe Hahn – giradischi (eccetto traccia 3)
- Phoenix – basso (eccetto tracce 1 e 3)
- Mike Shinoda – voce, chitarra (tracce 1, 5 e ritornello traccia 3), tastiera (traccia 2)

Altri musicisti
- Motion Man – voce (traccia 3)
- Jonathan Davis – voce aggiuntiva (traccia 6)

Produzione
- Joe Hahn – produzione e missaggio (traccia 1)
- Mike Shinoda – registrazione (traccia 1), missaggio (traccia 3)
- Renson Mateo – ingegneria del suono aggiuntiva (traccia 1)
- KutMasta Kurt – produzione (traccia 3)
- John Van Eaton – registrazione e ingegneria del suono (tracce 5 e 6)
- Jason "Ruster" Ruggles – assistenza tecnica (tracce 5 e 6)
- Don Gilmore – missaggio (tracce 5 e 6)
- Brian "Big Bass" Gardner – mastering